# جمال الصبري
جمال محمد يحيى الصبري (مواليد 7 يوليو 1998) هو مصارع يمني يقاتل في كلا الأسلوبين. احتل المركز العشرين في بطولة العالم للمصارعة 2021. والمركز الثاني عشر في دورة الألعاب الآسيوية 2018. حل ثانيا في البطولة العربية 2019 وثالثا 2018.